# Vanda coerulea
Vanda coerulea, hay còn được gọi là lan xanh, vanda xanh hay những bím tóc con gái mùa thu, là một loài phong lan có ở Assam tới Trung Quốc (phía nam Vân Nam) và được gọi là Bhatou phul trong tiếng Assam.

## Hình ảnh

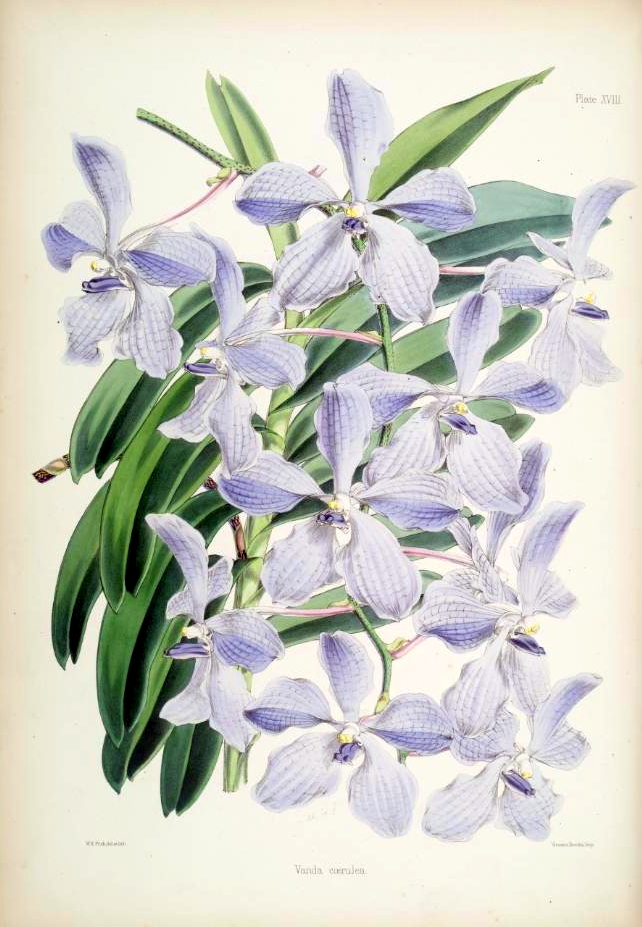
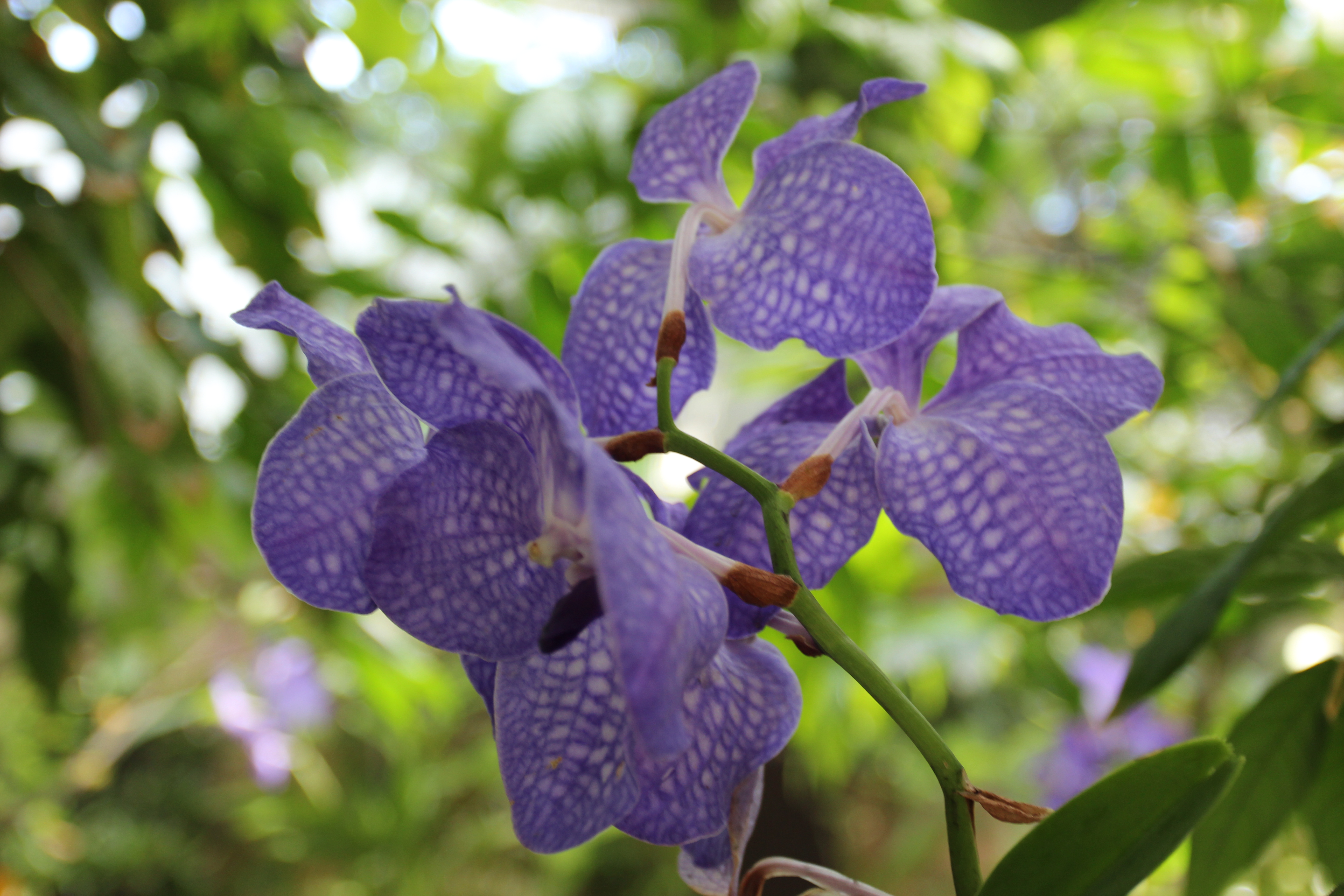